# Mulmbock

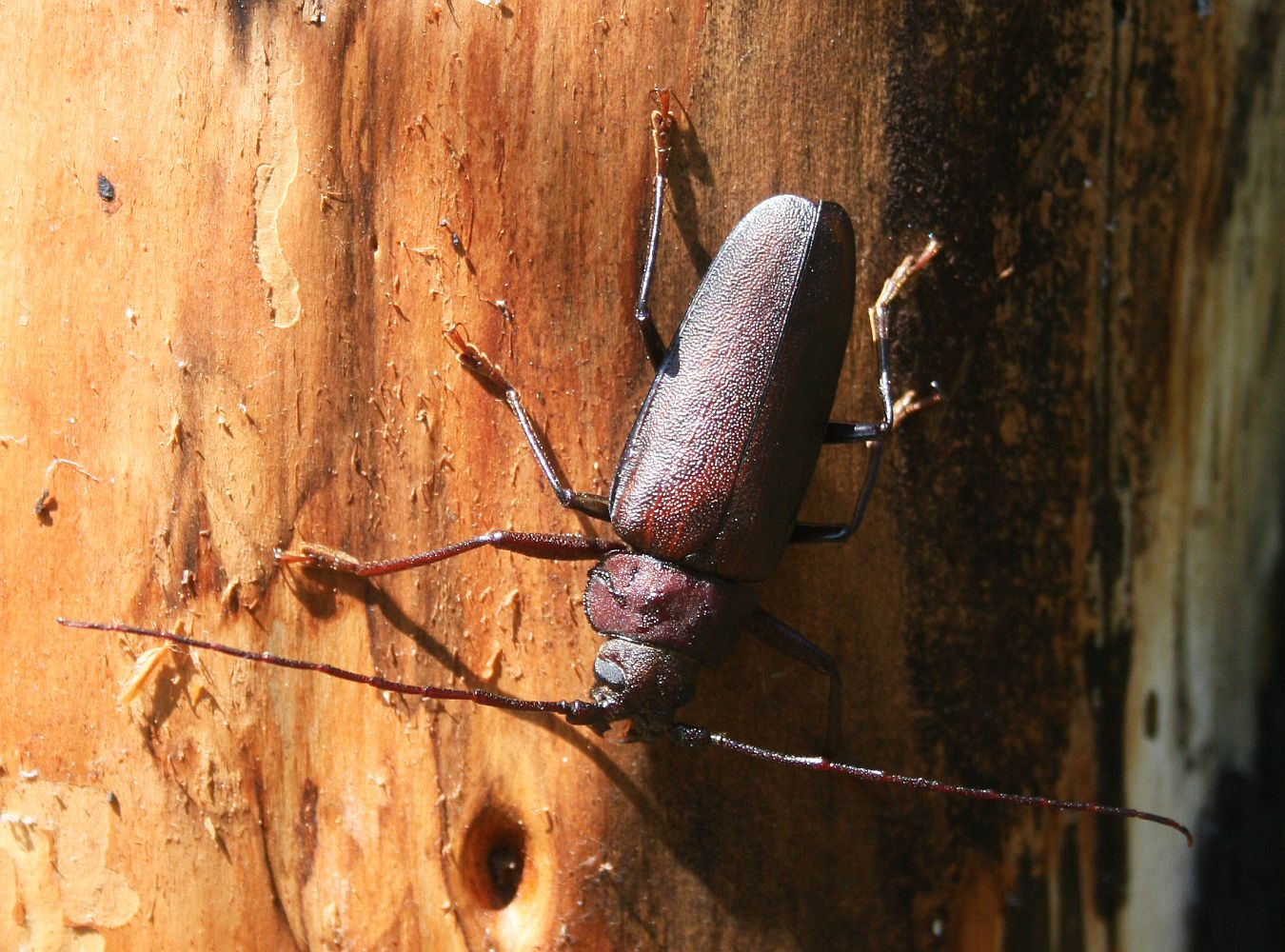
Männchen

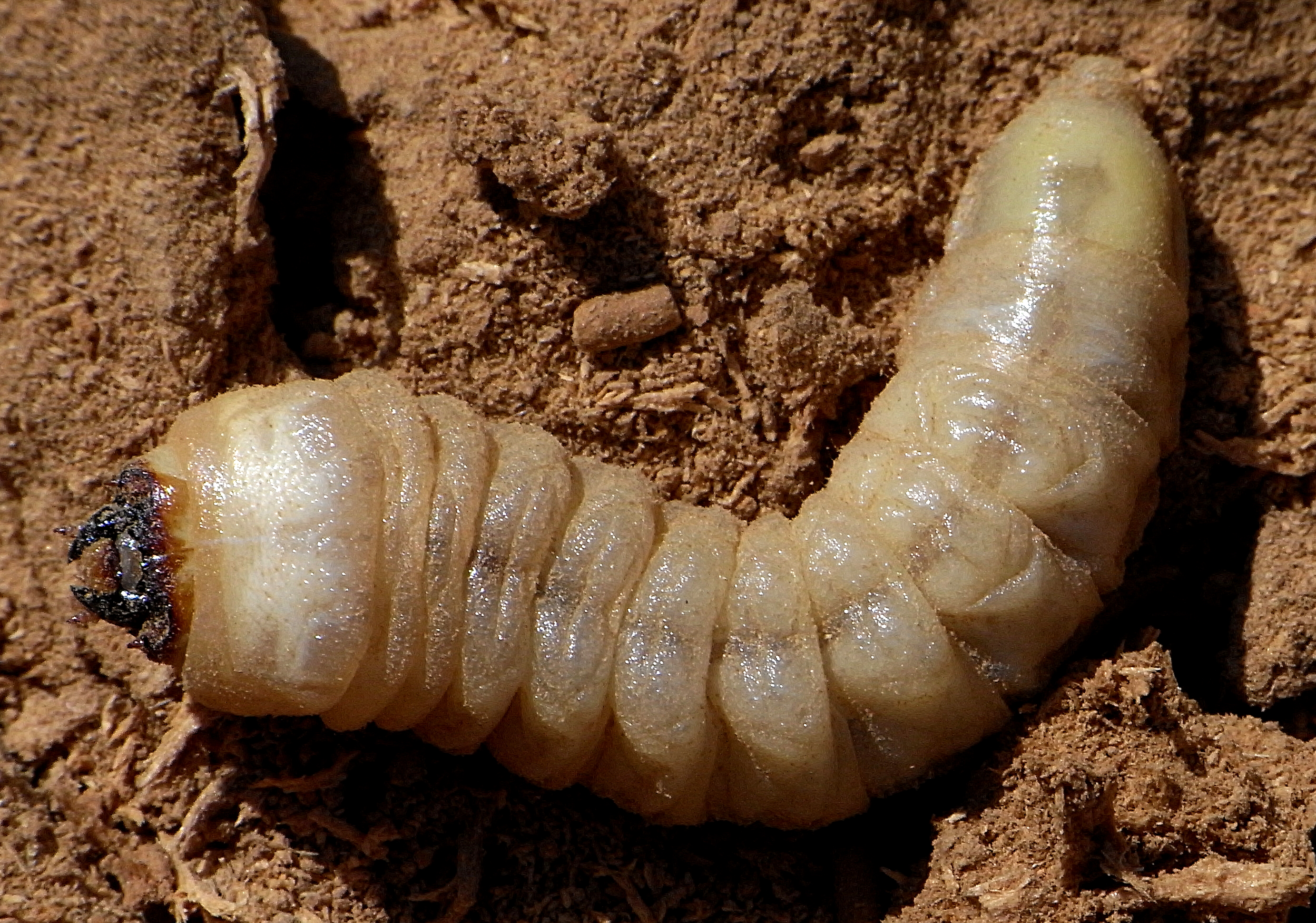
Larve

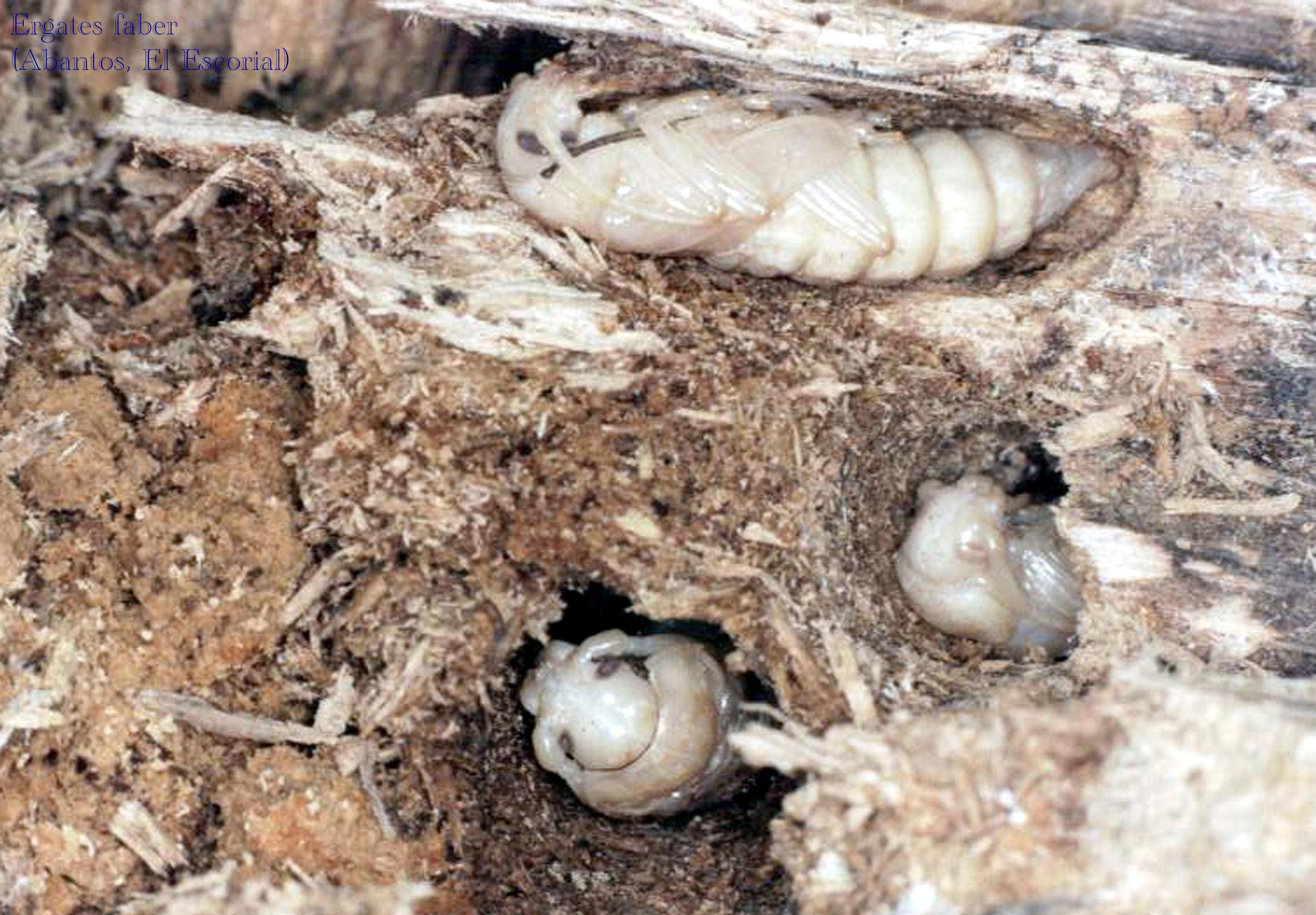
Puppen verschiedener Reifungsstadien in ihren Puppenwiegen freigelegt

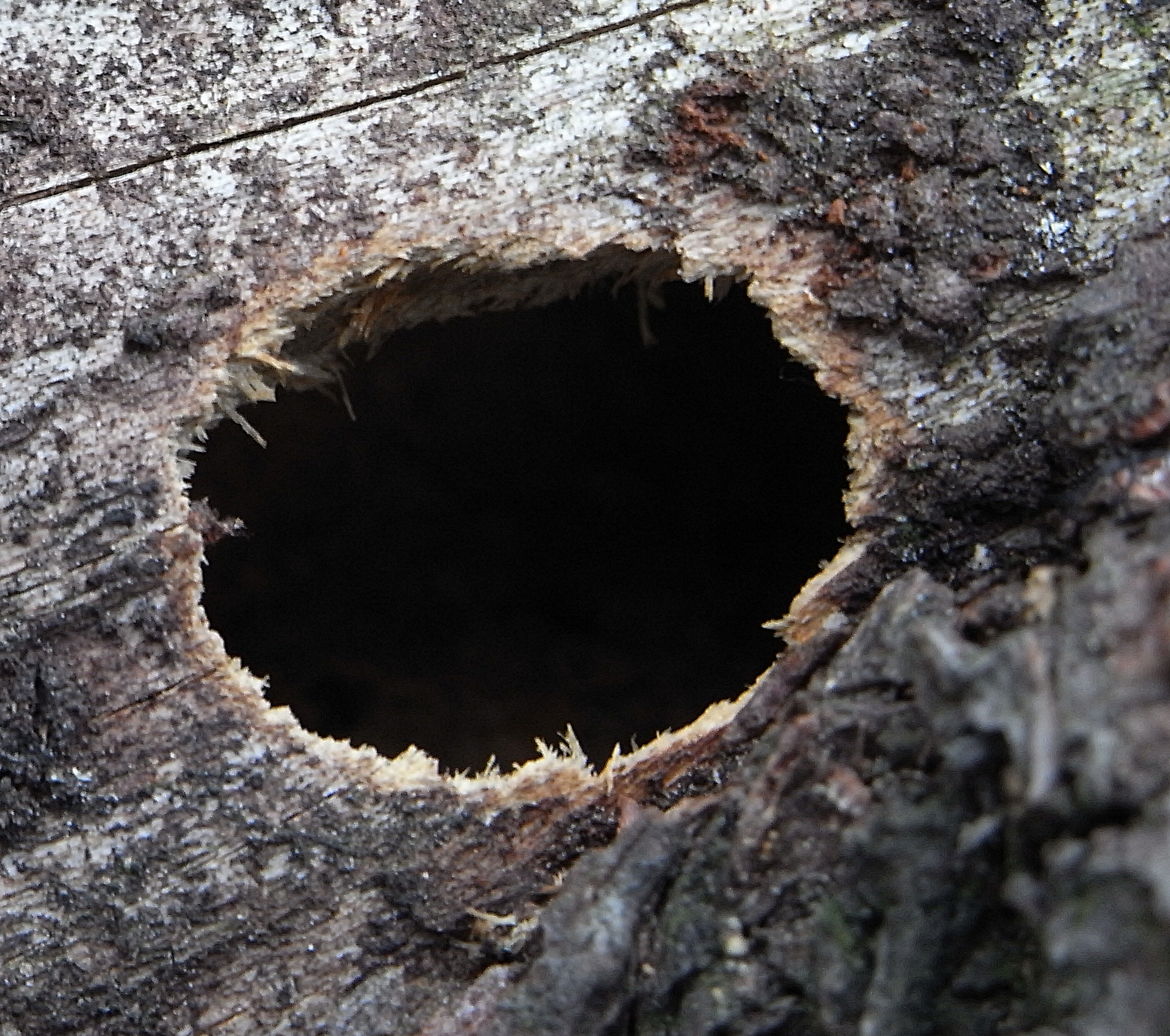
Ausschlupfloch

Der Mulmbock oder Zimmerbock (Ergates faber) ist ein Käfer der Familie der Bockkäfer (Cerambycidae) und gehört zur Unterfamilie Prioninae. Er ist in Mitteleuropa einer der größten einheimischen Bockkäfer.

## Beschreibung
Der Mulmbock ist zwischen 27 und 60 Millimeter groß. Er ist flach. Sein Halsschild ist doppelt so breit wie lang und an den Seiten scharf gezähnelt. Die Geschlechter unterscheiden sich durch die Färbung (die Männchen sind rostbraun und die Weibchen pechbraun) sowie die Länge der Fühler. Die Fühler der männlichen Tiere sind etwas mehr als körperlang, beim Weibchen reichen sie ca. bis zur Mitte der Flügeldecken. Während der Halsschild des Weibchens stark gerunzelt ist, weist derjenige des Männchens zwei glatte Beulen auf.

## Lebensweise
Die Käfer fliegen in den Mittagsstunden. Ihre Flugzeit geht von Mitte Juli bis Mitte September. Die Weibchen legen bis zu insgesamt 275 Eier in kleineren Haufen von jeweils acht bis zehn (aber auch bis zu 60) Stück an totem Nadelholz ab. Hierbei werden Baumstümpfe an sonnigen Bestandesrändern oder auf Kahlschlägen bevorzugt.
In tieferen und mittleren Höhenlagen wird vor allem Kiefer, in den Alpen bei Höhenlagen über 1000 m häufig auch Fichte oder gelegentlich Tanne oder Lärche befallen. Hellrigl berichtet auch von Einzelbeobachtungen an Laubhölzern wie Erle und Pappel. Auch der Befall an verletzten Stellen von lebenden Bäumen ist  in Einzelfällen möglich.
Die Larven schlüpfen nach 2 bis 3 Wochen, um sich in das Holz einzubohren. Ihre Entwicklung dauert 3 bis 4 Jahre. In dieser Zeit erreichen sie eine Länge von 60–65 (teilweise bis über 80) mm. Sie haben starke Mandibeln und auf den Hinterleibssegmenten 1–7 deutlich ausgebildete Kriechwülste, mit welchen sie sich für Bockkäferlarven ungewöhnlich schnell bewegen können. Beine sind zwar vorhanden, jedoch sind diese verhältnismäßig klein. Für eine gute Entwicklung benötigen die Larven Holzfeuchte, deshalb werden sowohl die unter- als auch oberirdischen bodennahen Stammteile bevorzugt. Bei den Kernhölzern Kiefer und Lärche wird meist nur der Splint zerstört, bei Fichte und Tanne hingegen der ganze Holzkörper. Hierbei wird das Holz zu Mulm (daher der deutsche Name) verwandelt. Dieser besteht aus Holzspänen und Kot. Die Oberfläche des Holzkörpers wird unversehrt gelassen. Die Larve verpuppt sich in der Regel im Holz nahe der Oberfläche, auch wenn es Einzelfunde von Puppen in Erdhöhlen nahe der befallenen Hölzer gibt. Zum Schlüpfen nagt der Käfer dann ein 20 bis 30 mm langes, ovales Flugloch mit ausgefransten Rändern in die Oberfläche des Holzkörpers.
Der Mulmbock ist Teil der Zersetzungskette von Holz und führt in diesem gebundene Nährstoffe wieder in den Stoffkreislauf ein. Wie aber auch andere xylophage Insekten befällt er gelegentlich bearbeitetes Holz. Insbesondere Zaunpfähle und Masten aus Kiefernholz werden im Erd-Luftbereich gern besiedelt. In früherer Zeit mehrfach in der Literatur erwähnt wurden Schäden an Telefonmasten, welche damals noch mit einem Carbolineum-Anstrich geschützt wurden. Dieser konnte den Befall nicht verhindern, sondern hat im Gegenteil sogar eine anlockende Wirkung auf die Käfer ausgeübt.

## Verbreitung
Der Mulmbock ist in Europa weit verbreitet. Er kommt außerdem in Nordafrika (Algerien und Marokko), in Kleinasien und im angrenzenden Westasien (Irak, Syrien, östlich bis zum Kaukasus) vor. Die Vorkommen in Nordafrika, von Sizilien (Ätna) und Kalabrien in Italien werden in einer Unterart Ergates faber subsp. opifex Mulsant, 1851, abgetrennt. Dieser unterscheidet sich von der typischen Unterart vor allem in der Struktur des Pronotum, das in der Mitte auch beim Weibchen eine, mittig längsgefurchte spiegelnd glatte Fläche aufweist. Die Zuordnung der sizilianischen Funde zur Unterart wurde, nach zwischenzeitlichen Zweifeln daran, bestätigt, so dass diese auch in Europa vorkommt.
In Skandinavien fehlt die Art weitgehend, Funde gibt es nur von den schwedischen Inseln Gotland, Nationalpark Gotska Sandön und Fårö. In Großbritannien fehlt die Art, sie tritt nur gelegentlich eingeschleppt an importiertem Kiefernholz auf.
In Deutschland ist der Mulmbock selten und in vielen Gebieten vom Rückgang betroffen. In Baden und im Saarland kommt er nicht vor. In Württemberg und in Nordrhein wurden nach 1950 keine Funde mehr gemeldet. Funde aus Nordrhein und Schleswig-Holstein (und dem angrenzenden Dänemark) werden auf Import bzw. Verschleppung zurückgeführt. Der Verbreitungsschwerpunkt in Deutschland liegt in den Kiefernwäldern auf Sand im Osten, dem natürlichen Verbreitungsgebiet der Kiefernwälder im Flachland (weiter westlich kommen sie meist nur angepflanzt als Forsten vor).

## Taxonomie
Die Art wurde, als Cerambyx faber, von Carl von Linné 1767 erstbeschrieben. Unter dem synonymen Namen Prionus serrarius Panzer, 1793 wurde sie von Jean-Guillaume Audinet-Serville als Typusart der Gattung Ergates bestimmt. In der Gattung Ergates wurden daraufhin lange Zeit drei Arten anerkannt. Von diesen wurden zwei Arten, Callergates gaillardoti (Chevrolat, 1854) (östlicher Mittelmeerraum) und Trichocnemis pauper (Linsley, 1957) (westliches Nordamerika) in andere Gattungen ausgegliedert, so dass die Gattung nun monotypisch nur noch diese Art umfasst.
Innerhalb der Unterfamilie der Prioninae wird der Mulmbock einer Tribus Ergatini Fairmaire, 1864 zugeordnet.